# 施泰巴赫
施泰巴赫是德国莱茵兰-普法尔茨州的一个市镇。总面积2.38平方公里，总人口303人，其中男性149人，女性154人（2011年12月31日），人口密度127人/平方公里。